# Майк Розаті
Майк Розаті (англ. Mike Rosati; 7 січня 1968, Торонто, Канада) — канадсько—італійський хокеїст, воротар.

## Кар'єра
Як більшість канадських хокеїстів, Майк перші кроки у великому хокеї робив у ОХЛ граючи за клуби цієї ліги. Влітку 1990 року він приєднався до «Больцано», у складі останніх став чемпіоном Італії 1995 та 1996 років. Через кризу італійської Серії А у середині дев'яностих років, Майк переїхав до Мангейму, де почав виступати за «Адлер Мангейм», у складі якого в сезонах 1996/97, 1997/98 та 2000/2001 став чемпіоном Німеччини. Треба відзначити, що між першим та другим чемпіонством встиг дебютувати в НХЛ за «Вашингтон Кепіталс» 7 листопада 1998 у матчі проти «Оттава Сенаторс», ще певний час виступав за фарм-клуб «Портленд Пайретс» (АХЛ).
З сезону 2003/04 виступав за ХК «Гайльброннер», де і завершив кар'єру гравця. У сезоні 2004/05 працював помічником тренера в «Адлер Мангейм».

## Кар'єра (збірна)
Отримавши паспорт громадянина Італії, виступав за національну збірну на чемпіонатах світу: 1994, 1995, 1997, 2000, 2001 та 2002 років, а також у першому дивізіоні 2003 року.
Також брав участь у Зимових Олімпійських іграх 1994 у Ліллегаммері та 1998 у Нагано.

## Нагороди та досягнення
- 1995 Чемпіон Італії у складі «Больцано»
- 1996 Чемпіон Італії у складі «Больцано»
- 1997 чемпіон Німеччини у складі «Адлер Мангейм»
- 1998 чемпіон Німеччини у складі «Адлер Мангейм»
- 2001 чемпіон Німеччини у складі «Адлер Мангейм»

## Інше
Розаті працює у хокейній школі воротарів в Аллістоне. 